# Liste der Bodendenkmäler in Großbardorf
Auf dieser Seite sind die Bodendenkmäler in der unterfränkischen Gemeinde Großbardorf zusammengestellt. Diese Tabelle ist eine Teilliste der Liste der Bodendenkmäler in Bayern. Grundlage ist die Bayerische Denkmalliste, die auf Basis des Bayerischen Denkmalschutzgesetzes vom 1. Oktober 1973 erstmals erstellt wurde und seither durch das Bayerische Landesamt für Denkmalpflege geführt wird. Die folgenden Angaben ersetzen nicht die rechtsverbindliche Auskunft der Denkmalschutzbehörde.

## Bodendenkmäler in Großbardorf
| Lage       | Objekt                                                                           | Akten-Nr.     | Bild |
| ---------- | -------------------------------------------------------------------------------- | ------------- | ---- |
| (Standort) | Bestattungsplatz mit Grabhügel vorgeschichtlicher Zeitstellung.                  | D-6-5728-0012 |      |
| (Standort) | Siedlung der Linearbandkeramik.                                                  | D-6-5728-0014 |      |
| (Standort) | Siedlung der Linearbandkeramik und des Mittelneolithikums.                       | D-6-5728-0015 |      |
| (Standort) | Siedlung der Linearbandkeramik, des Mittelneolithikums, der Urnenfelderzeit      | D-6-5728-0017 |      |
| (Standort) | Siedlung des frühen Mittelalters.                                                | D-6-5728-0019 |      |
| (Standort) | Bestattungsplatz mit Grabhügeln vorgeschichtlicher Zeitstellung mit Bestattungen | D-6-5728-0020 |      |
| (Standort) | Bestattungsplatz mit Grabhügeln vorgeschichtlicher Zeitstellung.                 | D-6-5728-0021 |      |
| (Standort) | Freilandstation des Mesolithikums und Siedlung der Linearbandkeramik.            | D-6-5728-0026 |      |
| (Standort) | Siedlung der jüngeren Latènezeit.                                                | D-6-5728-0060 |      |
| (Standort) | Siedlung der Linearbandkeramik.                                                  | D-6-5728-0061 |      |
| (Standort) | Siedlung der Linearbandkeramik.                                                  | D-6-5728-0063 |      |
| (Standort) | Siedlung der Linearbandkeramik.                                                  | D-6-5728-0066 |      |
| (Standort) | Siedlung der Linearbandkeramik und des Mittelneolithikums.                       | D-6-5728-0081 |      |
| (Standort) | Archäologische Befunde des Mittelalters und der frühen Neuzeit                   | D-6-5728-0103 |      |